# 푸키 (영화)
푸키(The Sterile Cuckoo, Pookie)는 미국에서 제작된 앨런 J. 파큘라 감독의 1969년 영화이다. 라이자 미넬리 등이 주연으로 출연하였고 알란 파큘라 등이 제작에 참여하였다.

## 출연

### 주연
- 라이자 미넬리
- 웬델 버튼

### 조연
- 팀 맥킨타이어

## 제작진
- 원작자: 존 니콜스